# Literaturjahr 1517
Liste der Literaturjahre

◄◄ | ◄ | 1513 | 1514 | 1515 | 1516 | Literaturjahr 1517 | 1518 | 1519 | 1520 | 1521 | ► | ►►

Weitere Ereignisse

## Ereignisse

### Prosa

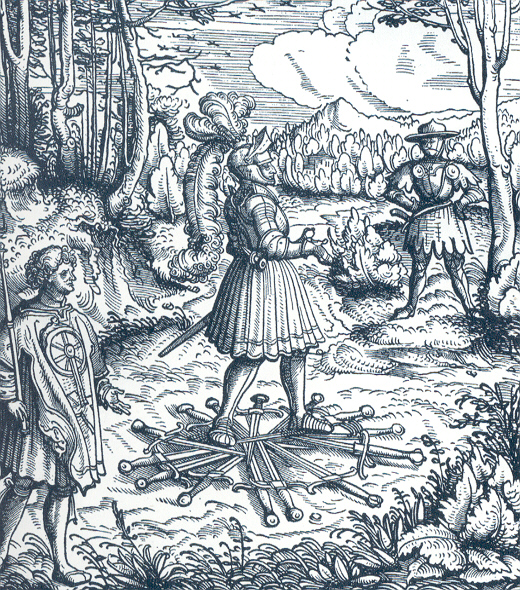
Holzschnitt zu Kapitel 118 des Theuerdank nach Hans Burgkmair

Das von Kaiser Maximilian I. in Auftrag gegebene Werk Theuerdank wird in Nürnberg gedruckt. In dem aufwendig gestalteten Druckwerk wird in Versen die fiktive Brautfahrt des Ritters Thewrdanck zu Fräulein Ernreich geschildert, bei der es sich vermutlich um Maximilians Reise zu seiner Braut Maria von Burgund im Jahr 1478 handelt. Der Druck enthält 118 kolorierte Holzschnitte, für die führende Künstler, Hans Schäufelin, Hans Burgkmair und Leonhard Beck, die Zeichnungen lieferten, die von Jost de Negker in Holz geschnitten wurden. Die Holzschnitte zeigen zeichnerisch und schnitttechnisch außerordentliches Raffinement. Die Variabilität, vermittels der Linien Plastizität und Räumlichkeit darzustellen, gilt als neuartig und unterstreicht Maximilians Bestreben, die Entwicklung und Vervollkommnung der Buch- und Illustrationskunst voranzutreiben.

### Drama
Der deutsche Schuhmachergeselle und Student des Meistergesangs Hans Sachs verfasst in Nürnberg das Fastnachtsspiel Das Hofgesind der Venus.

### Wissenschaftliche Werke
- Johannes Aventinus erstellt für das Studium des bayerischen Herzogssohns Ernst eine systematische Darstellung der Wissenschaften, die er unter dem Namen Encyclopedia orbisque doctrinarum, hoc est omnium artium, scientiarum, ipsius philosophiae index ac divisio seinem Werk rudimenta grammaticae als Anhang hintanstellt. Es ist die erste gedruckte selbständige Abhandlung, die den Titel Enzyklopädie trägt.
- Hans von Gersdorff veröffentlicht in Straßburg das medizinische Lehrbuch Feldbuch der Wundarzney, das mit Holzschnitten, die Hans Wechtlin zugeschrieben werden, illustriert ist. Das Buch basiert in Teilen auf der 1363 erschienenen Chirurgia Magna des mittelalterlichen Arztes Guy de Chauliac. Gersdorffs Buch findet weite Verbreitung und ist für viele Jahre die wichtigste Grundlage der Chirurgie in Europa. Es ist vor allem für die Darstellung der Amputation von Extremitäten bekannt.
- In Mailand veröffentlicht Francesco Torniello da Novara das Werk Opera del modo de fare le littere maiuscole antique, das zum ersten Mal eine Schriftart vollständig geometrisch spezifiziert.
- Der polnische Gelehrte Maciej Miechowita veröffentlicht in Krakau sein Traktat o dwóch Sarmacjach, azjatyckiej i europejskiej, i o tym, co się w nich znajduje (Tractat Von Baiden Sarmatien Und Andern An Stossenden Landen), ein Meilenstein in der Konzeptualisierung der europäischen Topographie, Kulturen und Sprachen jener Zeit, das schnell in zahlreiche Sprachen übersetzt wurde.

### Religion

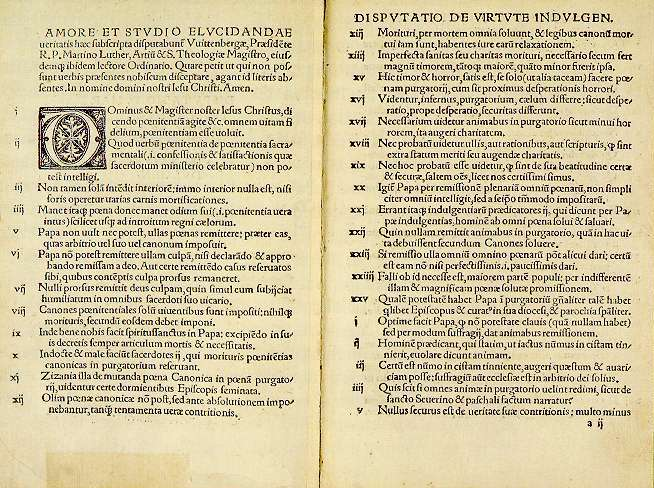
Ausschnitt aus den 95 Thesen

- 31. Oktober: Martin Luther veröffentlicht seine 95 Thesen (der Überlieferung nach durch Anschlag an die Tür der Schlosskirche von Wittenberg). Ein Einblattdruck (Folioblatt in zwei Spalten) des lateinischen Textes erscheint im gleichen Jahr u. a. bei Hieronymus Höltzel in Nürnberg. Vermutlich noch vor Weihnachten übersetzt der Nürnberger Kaspar Nützel Luthers 95 Thesen ins Deutsche. Commons: 95 Thesen – Sammlung von Bildern, Videos und Audiodateien

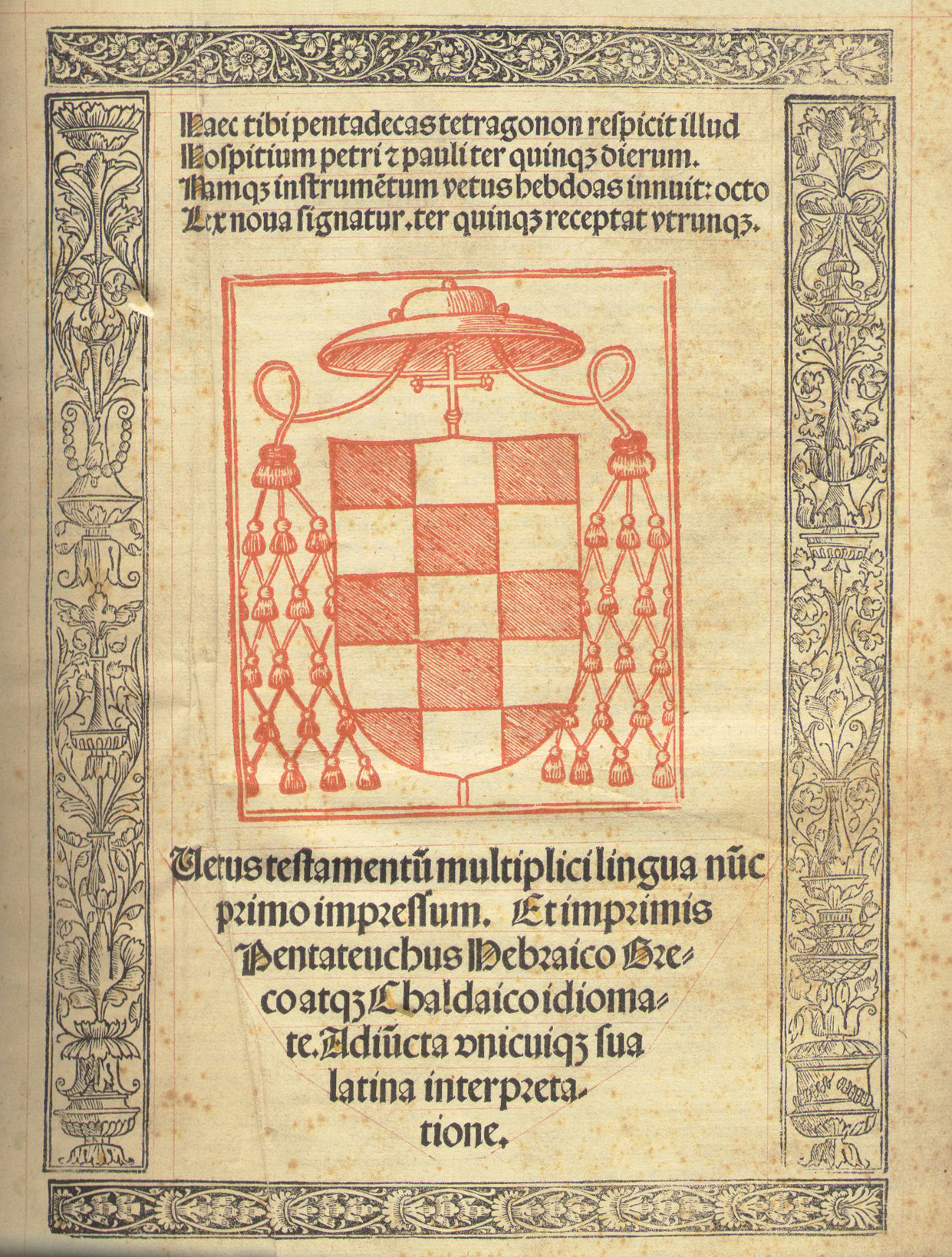
Die erste Seite des Complutenser Polyglotte

- Das Alte Testament der Complutensischen Polyglotte wird fertiggestellt, wegen der Exklusivrechte Erasmus von Rotterdams muss die Veröffentlichung jedoch verschoben werden. Kardinal Francisco Jiménez de Cisneros, Erzbischof von Toledo, der das Werk angeregt und finanziert hat, stirbt im gleichen Jahr, ohne die Publikation je zu Gesicht bekommen zu haben.
- Eine zweite Sammlung der Dunkelmännerbriefe mit 62 Briefen wird publiziert. Der zweite Teil der satirischen Briefe, mit denen deutsche Humanisten die Scholastik ins Lächerliche ziehen, wird vor allem Ulrich von Hutten zugeschrieben, zum geringeren Teil auch Hermann von dem Busche in Leipzig. Die Urheberschaft wird jedoch nie abschließend geklärt.

### Sonstiges
- Ulrich von Hutten erhält von Maximilian I. die Dichterkrone als poeta laureatus.
- Erasmus von Rotterdam verfasst seine pazifistische Hauptschrift Die Klage des Friedens, die vielfach gelesen und gelobt wird.

## Geboren

### Geburtsdatum gesichert
- 25. April: Giovanni Bernardino Bonifacio, italienischer Graf, Humanist, Buchsammler, Bibliothekar und Gründer der Stadtbibliothek Danzigs († 1597)
- 25. Juli: Jacques Peletier du Mans, französischer Literat, Humanist, Jurist, Mediziner und Mathematiker († 1582)
- 18. Oktober: Manuel da Nobrega, portugiesischer Theologe, Priester, Missionar und Schriftsteller († 1570)

### Genaues Geburtsdatum unbekannt

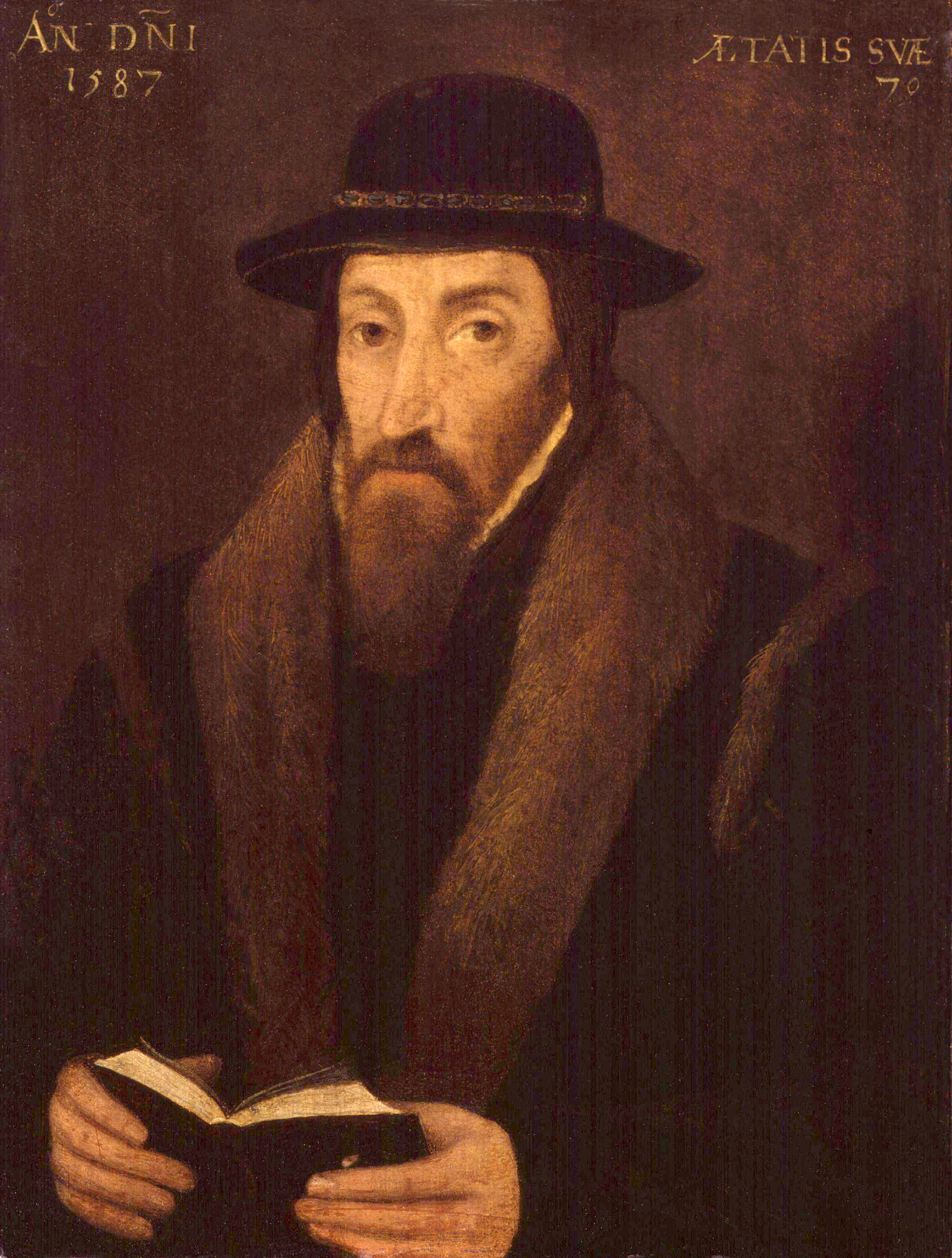
John Foxe; * 1517

- John Foxe, englischer Schriftsteller († 1587)
- Johann Hasentöter, deutscher Chronist († 1586)
- Matthias Schenck, deutscher Schulmann und Bibliothekar († 1571)

## Gestorben

### Todesdatum gesichert
- 2. April: Pere Miquel Carbonell, katalanischer Historiker, Notar, Dichter und Humanist (* 1434)
- 2. Oktober: Johannes Murmellius, niederländischer Gelehrter, Philologe, Dichter und Humanist (* um 1480)

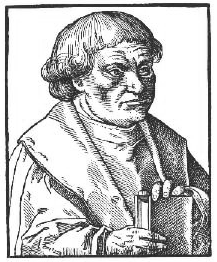
Albert Krantz; † 7. Dezember

- 7. Dezember: Albert Krantz, deutscher Historiker (* um 1448)

### Genaues Todesdatum unbekannt
- Marcus Musurus, griechisch-italienischer Gelehrter, Humanist und Redakteur (* um 1470)
- Paulus Niavis, deutscher Humanist, Pädagoge, Schriftsteller und Beamter (* um 1460)
- Ludovico de Varthema, italienischer Entdeckungsreisender und Schriftsteller (* um 1470)